# Waterstof-slush
Slush (van het Engelse slush, 'brij') is de benaming die wordt gegeven aan een mengsel van vaste en vloeibare waterstof op het tripelpunt met een lagere temperatuur en hogere dichtheid dan vloeibare waterstof. Dit pasteuze mengsel, in het Engels slush hydrogen genoemd, wordt gevormd door de temperatuur van vloeibare waterstof te verlagen tot net onder het smeltpunt van 14,01 K (-259,14 °C), met als gevolg een toename in dichtheid van 16-20% in vergelijking met vloeibare waterstof.

## Productie
Voor de productie van het mengsel wordt de continue vriestechniek gebruikt door de tripelpuntvloeistof vacuüm te trekken en de oppervlakte van de bevriezende waterstof stuk te breken.

## Geschiedenis
Slush hydrogen werd in 1965 voorgesteld om de verhouding brandstofgewicht/leeggewicht te maximaliseren.

## Fasen IV en V
Rond 2014 werden aanwijzingen gevonden voor een faseovergang van waterstof waarbij een mengsel van moleculaire en atomaire waterstof ontstaat vanaf een druk van 2,2 miljoen atmosfeer (de zogenoemde fase IV), welke eveneens wel als slush wordt aangeduid. In 2016 uitten onderzoekers uit Edinburgh bovendien het vermoeden van het bestaan van nog een andere fasetoestand boven 3,2 miljoen atmosfeer en 300 K, die zij fase V noemden.